# Boxen (musikalbum av Ebba Grön)
Boxen är en samlingsbox som släpptes 1998 av det gamla, nu nerlagda, punkbandet Ebba Grön, innehållande 4 cd-skivor och en bok skriven av journalisten och författaren Tore S Börjesson om bandets historia. De tre första skivorna är som förlängda versioner av deras tre originalalbum We're only in it for the drugs, Kärlek & Uppror och Ebba Grön. Den fjärde skivan är en förlängd version av liveskivan som också kom ut 1998, Ebba Grön Live. Några låtar från originalliveskivan saknas dock, bland annat Die Mauer. Medan de lagt till Beväpna Er med mera på denna version. Man kan tro att denna box är ett slags 20-årsjubileum för att den släpptes 20 år efter Ebba Grön bildades (1978). 
Lagom till 30-årsjubileet 2008 släpptes boxen i ny design (och med bonus-dvd i form av Ebba the Movie) den 12 maj.
På boxen tackar Ebba Grön följande: Charlie Lindström, Bengt Strindler, Stefan Glaumann, Peter Yngen, Istvan Gubasz, Sören Lindgren, Håkan Lahger, Tamas Barabas, Karin Stridh, Siv Lindgren, Ori Bäckström, Lars Sundestrand, Ola Backström, Claes Carlsson, Ola Fransson, Tomas Nilsson, Keiwe Axelsson, Lena Ringström, Cilla, Nike Markelius, Lennart Burholm, Hatte Stiwenius, Per Hägglund, Lennart Helperin, Lars-Göran Karlsson, Håkan Johansson, Janne Uddenfeldt, Göran Pettersson, Anders Lind, Lebbe, Mats Ronander, Roger Wallis, Stig Larsson, Pelle Källberg, Jan Pehrson, Einar Bjarnason, Ulrika Malmgren, Göran Lodin, Micke Westerlund, Tony Thorén, Curt-Åke Stefan, Toril Vigerust, Hans Hederberg, Mikael Hagström, Kajsa Grytt, Leif Nylén, M.A. Numminen, Dag Vag, Rockparty, Skabb, Grisen Skriker, Pink Champagne, Eldkvarn, Lolita Pop, Fiendens Musik.

## Låtlista

### CD1 (We're only in it for the drugs)
1. Profit
2. Ung & sänkt
3. Tyst för fan
4. Mona Tumbas slim club
5. Vad skall du bli?
6. Häng gud
7. We're only in it for the drugs No1 (Ebba Grön)
8. Totalvägra (Ebba Grön)
9. Jag hatar söndagar (Ebba Grön)
10. Vad har jag gjort (text: G. Renee, musik: Haters)
11. Sno från dom rika (Ebba Grön)
12. Beväpna er (Ebba Grön)
13. Det måste vara radion (Ebba Grön)
14. Folk bits (Ebba Grön)
15. Flyger (text och musik: Dag Vag)
16. Schweden Schweden (Ebba Grön)
17. Pervers politiker (Ebba Grön)
18. We're only in it for the drugs No2 (Ebba Grön)
19. Vad har jag gjort (tidigare outgiven akustisk version)
20. Jag är lurad (tidigare outgiven)
21. Kontorsråttor (tidigare outgiven)
22. Skjut en snut (tidigare outgiven vers)
23. Do you know (How much I love you) (tidigare outgiven)
24. Staten & kapitalet (tidigare outgiven vers) (Leif Nylén)

### CD2 (Kärlek & uppror)
1. Staten & kapitalet (Leif Nylén)
2. Ung & kåt
3. 800°
4. Mamma pappa barn
5. Stockholms pärlor
6. Alla visa män
7. Svart & vitt
8. Mental istid
9. Hat & blod
10. Till havs
11. Turist i tillvaron
12. Slicka uppåt, sparka neråt
13. Mord i mina tankar
14. Scheisse
15. Tyna bort (tidigare outgiven på cd)
16. Nu släckas tusen människoliv

### CD3 (Ebba Grön)
1. Flyktsoda (Ebba Grön)
2. Uppgång & fall (Ebba Grön)
3. Heroinister & Kontorister (Ebba Grön)
4. Stopp! (Ebba Grön)
5. Die mauer (Ebba Grön)
6. Musketör (Ebba Grön)
7. Het choklad (Ebba Grön)
8. Handgranat...ge sig totalt (Ebba Grön)
9. Kärlek e stark (Ebba Grön)
10. Tittar på tv (Ebba Grön)
11. Vad pojkar vill ha (tidigare outgiven version)
12. Bikinipop (tidigare outgiven version)
13. Born to be wild (tidigare outgiven mix)
14. Happy (tidigare outgiven mix) (Mick Jagger/Keith Richards)
15. Malmö city [live] (tidigare outgiven)
16. Häng gud (tidigare outgiven kyrkversion)

### CD4 (Live)
1. Ung och kåt (Ebba Grön)
2. Alla visa män (Ebba Grön)
3. Hat och blod (Ebba Grön)
4. Slicka uppåt, sparka neråt! (Ebba Grön)
5. Staten och kapitalet (Leif Nylén)
6. Mental istid (Ebba Grön)
7. We're only in it for the drugs No1 (Ebba Grön)
8. Schweden, schweden (Ebba Grön)
9. Pervers politiker (Ebba Grön)
10. Totalvägra (Ebba Grön)
11. Det måste vara radion (Ebba Grön)
12. Vad ska du bli? (Ebba Grön)
13. Tyst för fan (Ebba Grön)
14. Rock And Roll Music (Chuck Berry)
15. Skjut en snut
16. Vad har jag gjort? (tidigare outgiven liveversion)
17. Jag hatar söndagar (tidigare outgiven liveversion)
18. Beväpna er (tidigare outgiven liveversion)
19. White Riot (tidigare outgiven liveversion) (Joe Strummer/Mick Jones)
20. Brackor (tidigare outgiven liveversion)
21. Ung & sänkt (tidigare outgiven liveversion)
22. Now I wanna fuck your dog (tidigare outgiven)

## Listplaceringar
| Lista (2008) | Topplacering |
| ------------ | ------------ |
| Sverige      | 18           |